# برونو تاباتا
برونو وینیسیوس سوزا راموس که به برونو تاباتا (انگلیسی: Bruno Tabata؛ زادهٔ ۳۰ مارس ۱۹۹۷) مشهور است، بازیکن فوتبال اهل برزیل است.
از باشگاه‌هایی که در آن بازی کرده‌است می‌توان به باشگاه فوتبال اتلتیکو مینیرو اشاره کرد.
وی همچنین در تیم ملی فوتبال زیر ۲۳ سال برزیل بازی کرده‌است.

## دوران حرفه‌ای

### اتلتیکو مینیرو
تاباتا در سال ۲۰۱۴، به تیم جوانان اتلتیکو مینرو پیوست. وی قبل از پیوستن به تیم جوانان اتلتیکو مینیرو، بازی در باشگاه‌های محلی Aciaria FC و Usipa را آغاز کرده‌بود.

### پورتیموننزه
او در سال ۲۰۱۶ با  پورتیموننزه پرتغال قرارداد امضا کرد و اولین بازی حرفه‌ای خود را برای این تیم، در سگوندا لیگا مقابل باشگاه فوتبال اسپورتینگ سی‌پی بی در ۶ اوت ۲۰۱۶ انجام داد.

### اسپورتینگ
در ۲۹ سپتامبر ۲۰۲۰، تاباتا با قراردادی پنج ساله به باشگاه فوتبال اسپورتینگ پیوست.